# St. Nikolaus (Aremberg)

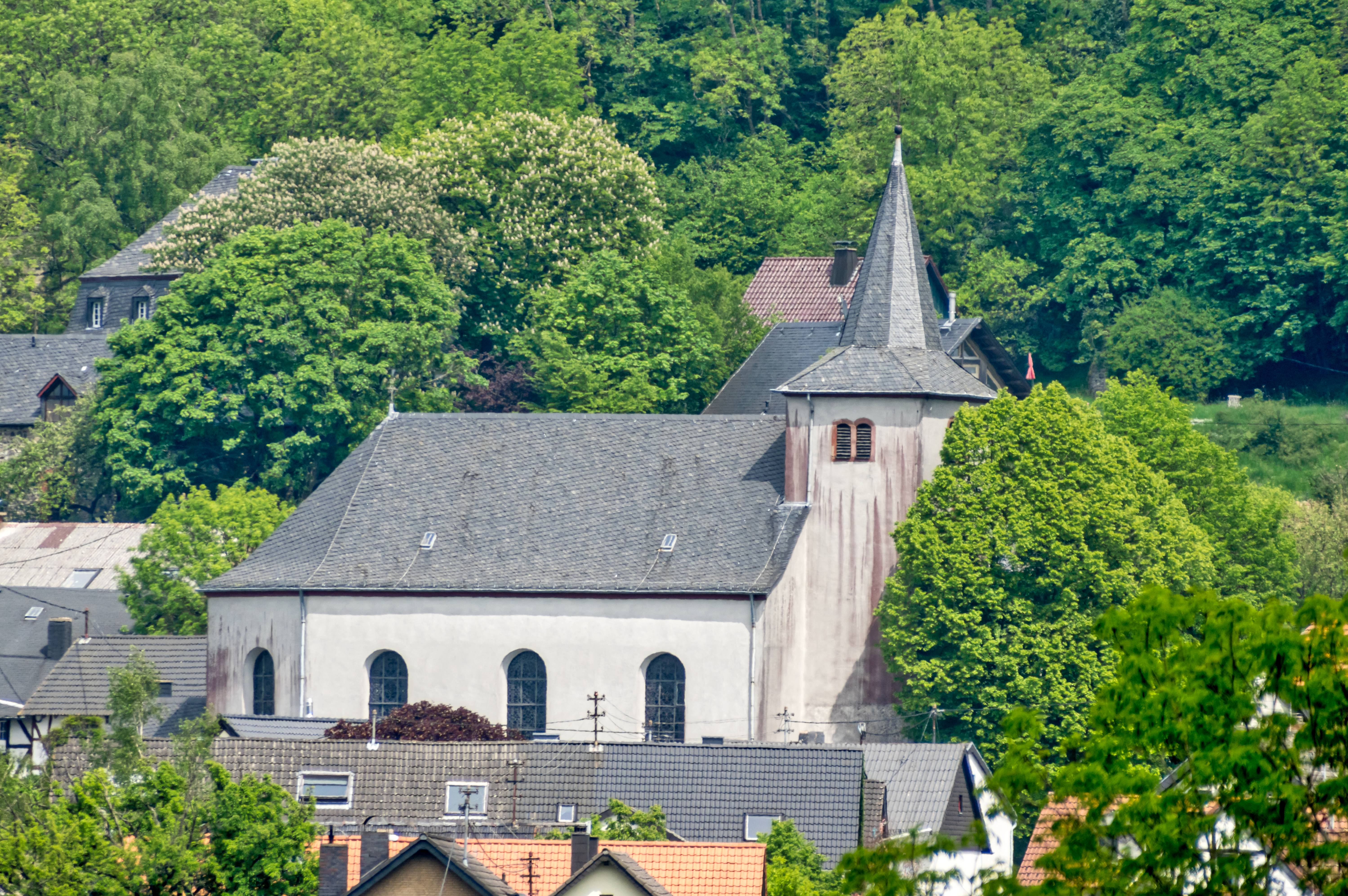
Katholische Pfarrkirche St. Nikolaus

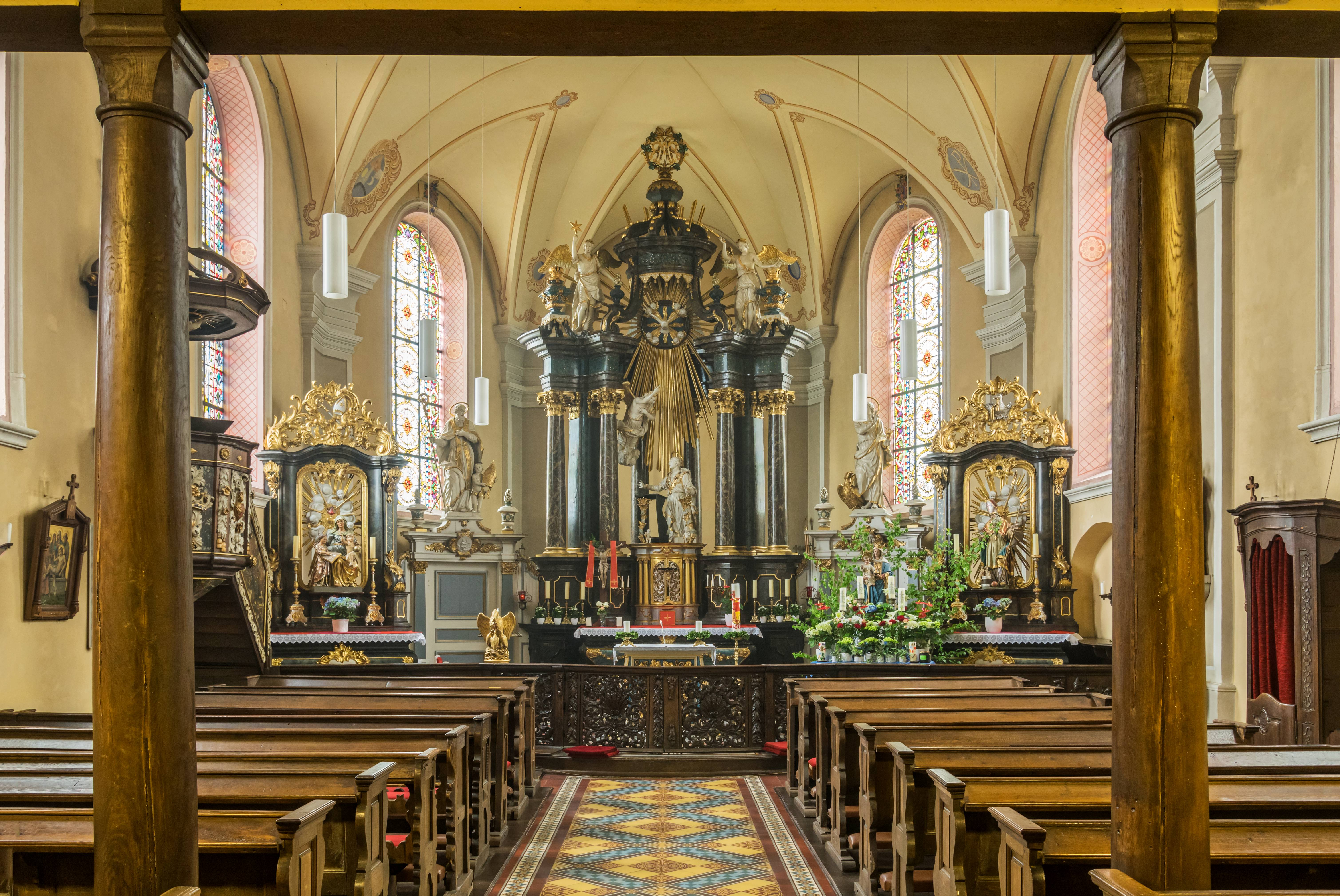
Blick zum Altar

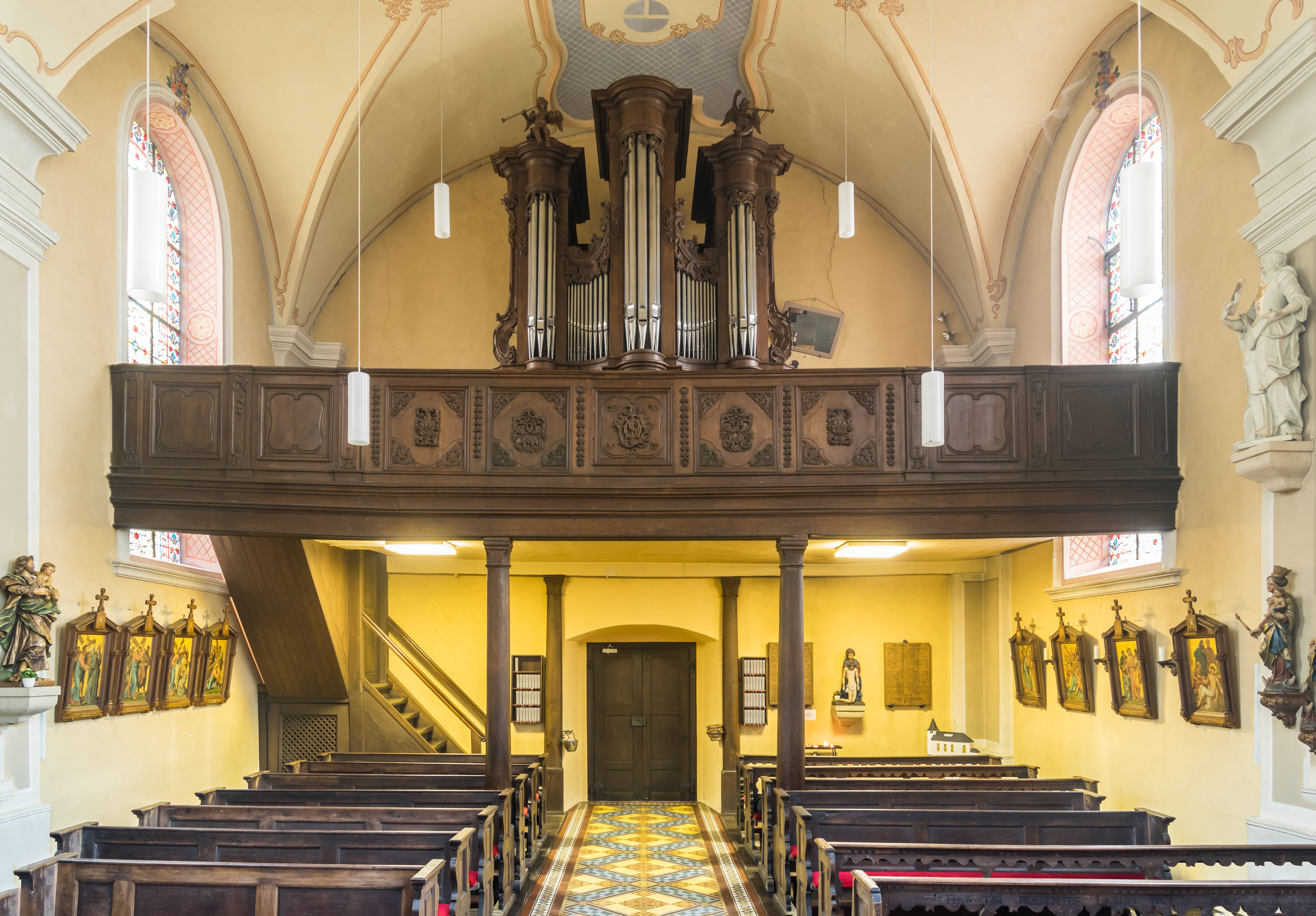
Blick zum Haupteingang und Orgel

Die katholische Pfarrkirche St. Nikolaus in Aremberg, einer Ortsgemeinde im Landkreis Ahrweiler in Rheinland-Pfalz, liegt auf einer Anhöhe inmitten des Ortes. Die Kirche wurde Ende des 18. Jahrhunderts errichtet und besitzt bedeutende barocke Ausstattungsstücke, die aus dem  Augustinerinnenkloster Marienthal stammen, das 1803 aufgehoben wurde.

## Geschichte
1306 wird zum ersten Mal eine Kirche oder Kapelle zu Ehren des heiligen Nikolaus erwähnt. Diese Kirche wurde im 15. Jahrhundert erneuert. In einem  Zehntregister von 1553 wird die Kapelle von Arburch erwähnt. Das genaue Baujahr der heutigen Kirche ist nicht belegt. Es wird das Jahr 1783 angenommen. Jedenfalls scheint es gesichert, dass die Errichtung der Kirche in die Amtszeit des Pfarrers Aegidius Schneider (1764–1799) fällt, der den Kirchenbau zum Teil aus seinem Privatvermögen finanzierte.

## Architektur
An der Südseite der Kirche schließt sich ein fast quadratischer, viergeschossiger Glockenturm an; sein Dach hat einen achtseitigen Helm. Am Turm befindet sich der Eingang, der als Rundbogenportal gestaltet und von Pilastern aus rotem Sandstein gefasst ist. Der einschiffige Innenraum der Kirche wird durch drei Rundbogenfenster auf beiden Seiten beleuchtet. Den nördlichen Abschluss bildet ein dreiseitiger Chor.

## Dekor

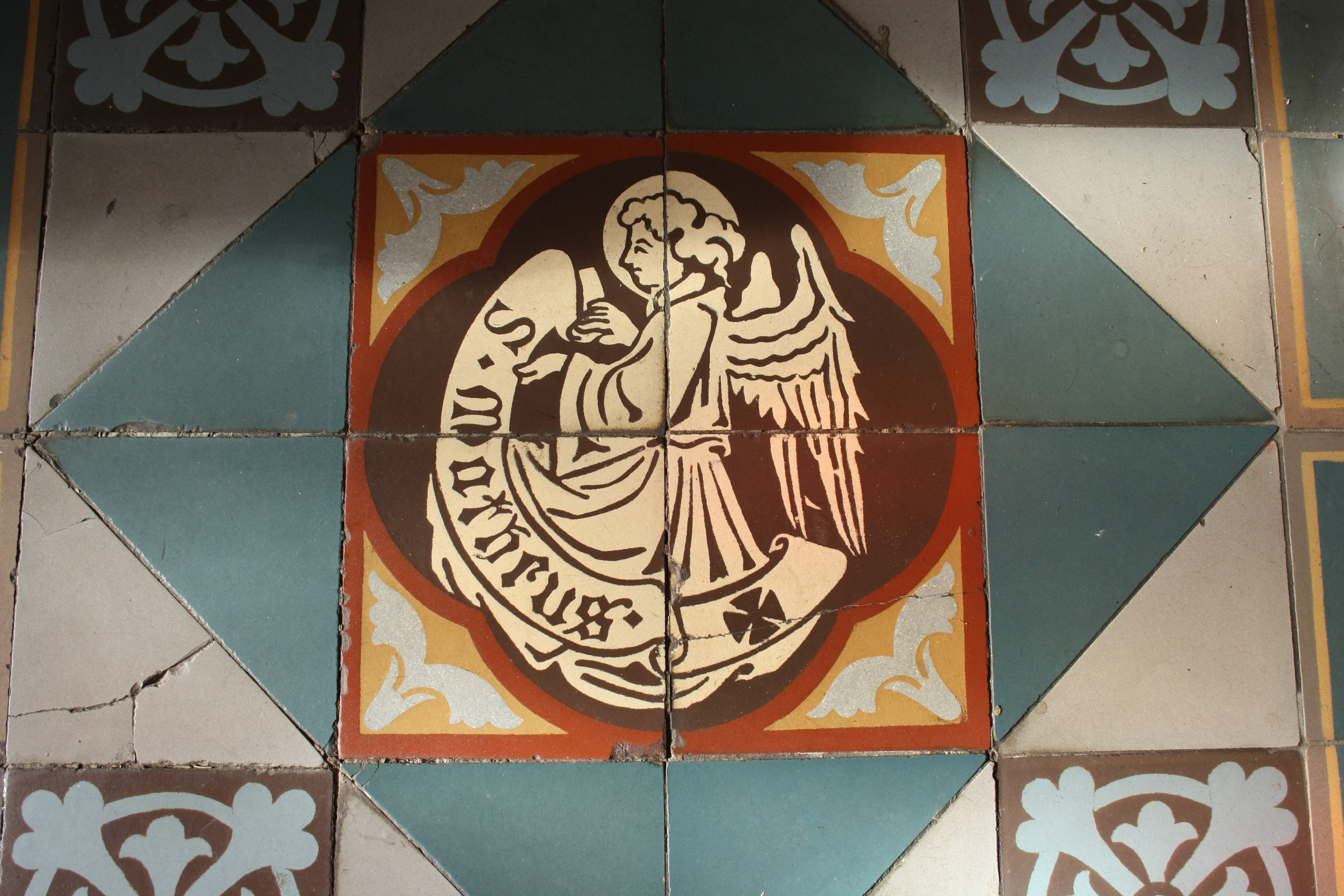
Bodenfliese mit Darstellung des Evangelisten Matthäus

Bei der Renovierung von 1986 wurden die 1960 übertünchten Deckengemälde, die vergoldeten Stuckreliefs und symbolischen Darstellungen über den Fenstern wieder freigelegt, die der Kirchenmaler Johannes Scharding aus Trier 1934 geschaffen hatte.
Die Bodenfliesen im Altarraum und im Mittelgang stammen aus der Zeit um 1880. Auf ihnen sind die Symbole und die Namen der Evangelisten in Schriftbändern dargestellt.

## Ausstattung

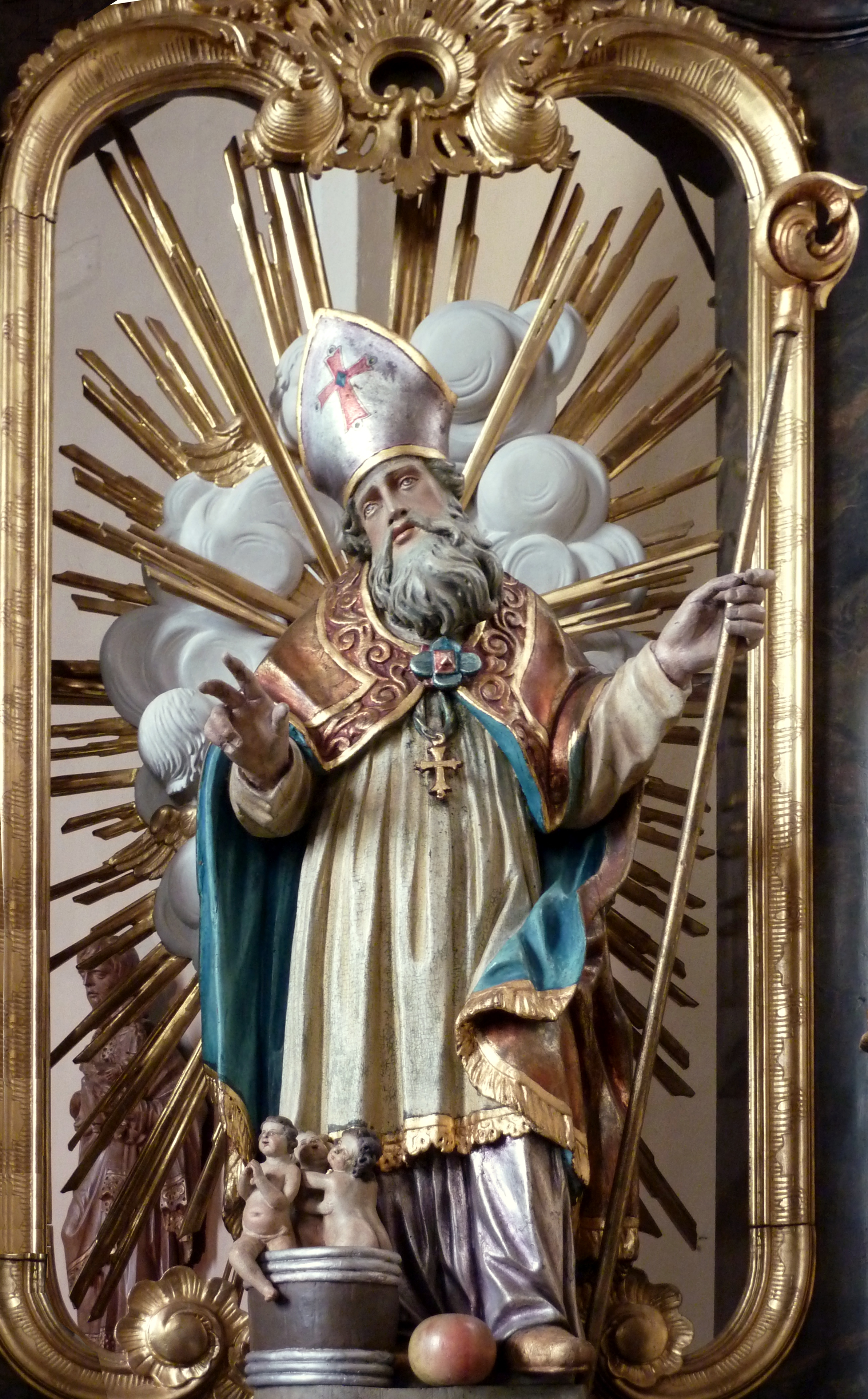
Hl. Nikolaus, Statue auf dem rechten Seitenaltar

Die drei heutigen Altäre (um 1770/1780), die Kommunionbank (um 1700), die Kanzel (Anfang 18. Jahrhundert), der Beichtstuhl (1. Hälfte 18. Jahrhundert) und die Orgel (um 1750) stammen aus dem Kloster Marienthal. Der barocke Hauptaltar besteht aus Eichenholz, die Skulpturen sind aus Lindenholz geschnitzt. Er wurde 1926 restauriert und seine alte Fassung und Vergoldung erneuert. In der Mitte, über dem Tabernakel, ist die Szene der Verkündigung mit lebensgroßen Figuren Marias und des Erzengels Gabriel dargestellt, darüber die Taube als Symbol des Heiligen Geistes, von dem lange Strahlen ausgehen. Der Baldachin des Altars wird von sechs Säulen getragen und von zwei Engeln flankiert. Er wird bekrönt vom Marienmonogramm.
Rechts vom Altar steht die Figur des heiligen Augustinus mit Mitra und Bischofsstab. Links vom Altar steht Johannes, der sowohl mit dem Adler, dem Symbol des  Evangelisten, als auch mit den Attributen des Apostels, Kelch und Schlange, dargestellt ist. Beide Figuren sind lebensgroß.
Die beiden Seitenaltäre stammen aus der gleichen Zeit wie der Hauptaltar. Der linke Seitenaltar zeigt eine Anna selbdritt, eine Figurengruppe der heiligen Anna, ihrer Tochter Maria und des Jesuskindes, das die Weltkugel in der Hand hält. Auf dem rechten Seitenaltar steht die Figur des heiligen Nikolaus, des Schutzpatrons der Kirche. Das Salzfass mit den drei Kindern zu seinen Füßen weist auf die Auferweckung der getöteten Scholaren hin, deren Leichen in einem Salzfass eingepökelt waren und die der heilige Nikolaus nach der Legende wieder zum Leben erweckt haben soll.
Die Holzbänke sind aus dem 17. Jahrhundert erhalten. Zwei Chorsitze stammen aus der Kapelle der Burg Aremberg und gehen auf die Mitte des 18. Jahrhunderts zurück. Aus dem 18. Jahrhundert stammen auch die Wandvertäfelungen der Nischen des Altarraumes und das Taufbecken aus Marmor.
Der Ambo wurde 1987 von dem Bildhauer Georg Gehring geschaffen. Er trägt den Pelikan, der ursprünglich auf dem Tabernakel des Hochaltars stand.

## Orgel
Die Orgel stammt aus der Werkstatt der Orgelbauerfamilie Balthasar König in Bad Münstereifel und war um 1750 für das Kloster Marienthal angefertigt worden. Das rein mechanische Instrument hat 13 Register (Schleifladen) auf einem Manual und ein angehängtes Pedal (CD–c0). In den Jahren 1988–1989 wurde die Orgel restauriert.
| Manual C–c3 |                       |    |
| 1.          | Principal             | 8′ |
| 2.          | Octav                 | 4′ |
| 3.          | Flaut travers (ab c1) | 8′ |
| 4.          | Bordun                | 8′ |
| 5.          | Flaut douce           | 4′ |
| 6.          | Viola di Gamba        | 8′ |

|     |                         |        |
| 7.  | Sesquialtera II         | 2 ⁄3′  |
| 8.  | Octav                   | 2′     |
| 9.  | Tintinabulum II (ab c1) | 1 3⁄5′ |
| 10. | Mixtur III              |        |
| 11. | Cornet III (ab c1)      | 2 ⁄3′  |
| 12. | Trompete (h0/c0)        | 8′     |
| 13. | Vox humana              | 8′     |
|     | Tremulant               |        |